# Старое Панькино
Старое Панькино — упразднённая деревня в Щучанском районе Курганской области. Входила в состав Пуктышского сельсовета. Упразднена в 2000 году.

## География
Располагалось на восточном берегу озера Паньково, приблизительно в 7,5 км (по прямой) к юго-востоку от села Пуктыш.

## История
До 1917 года входила в состав Чумлякской волости Челябинского уезда Оренбургской губернии. По данным на 1926 год деревня Старо-Панькино состояла из 170 хозяйств. В административном отношении входила в состав Пуктышского сельсовета Щучанского района Челябинского округа Уральской области. Исключена из учетных данных законом губернатора Курганской области от 10 октября 2000 года № 389.

## Население
По данным переписи 1926 года в деревне проживало 878 человек (436 мужчин и 442 женщины), в том числе: русские составляли 100 % населения.